# ユーグ黒公
ユーグ黒公（ユーグこくこう、フランス語：Hugues le Noir, 891年 - 952年12月17日）は、ブルゴーニュ公（在位：923年 - 952年）、オセール伯（在位：936年 - 952年）。

## 生涯
初代ブルゴーニュ公リシャールとその妻アデライード（オセール伯コンラート2世の娘）の末子で、西フランク王ラウールの弟。923年、兄ラウールが西フランク王に選出されたため、ブルゴーニュ公位を兄より譲られた。
936年に兄ラウールが死去した後、ユーグは兄の跡を継いで王位に就こうと考えたとみられ、ルイ4世を西フランク王として認めることを拒否した。そのためルイ4世はユーグ大公を派遣し、オセールとサンスを占領した。ブルゴーニュ公領はユーグ大公とユーグ黒公の間で分割されることとなった。
952年に死去した。妻子がいたのかは知られていないが、ブルゴーニュ公位は事実上、義兄弟（姉妹の夫）のジルベール・ド・シャロンが相続したため、恐らく子はいなかったとみられる。